# Wladislaw Sergejewitsch Persijanzew
Wladislaw Sergejewitsch Persijanzew (russisch Владислав Сергеевич Персиянцев, wiss. Transliteration Vladislav Sergeevič Persijancev; geboren am 25. Oktober 1992) ist ein ehemaliger russischer Skispringer, der vorwiegend auf nationaler Ebene Erfolge erreichte. Er gewann drei Medaillen bei russischen Meisterschaften im Erwachsenenbereich.

## Werdegang
Wladislaw Persijanzew trat ab 2009 in Wettbewerben der Fédération Internationale de Ski, vorwiegend im FIS Cup, international in Erscheinung. Bis 2014 trat er regelmäßig in dieser Wettbewerbsserie an. Sein bestes Resultat erzielte er am 25. Juli 2010 bei einem Einzelspringen von der Normalschanze im slowakischen Štrbské Pleso mit Platz zehn.
Erfolge erreichte Persijanzew überwiegend auf nationaler Ebene, auf der er drei Medaillen bei russischen Meisterschaften im Erwachsenenbereich gewinnen konnte. So wurde er bei den russischen Sommer-Meisterschaften 2013 in Krasnaja Poljana gemeinsam mit Darja Gruschina, Sofja Tichonowa und Wladislaw Bojarinzew russischer Meister im gemischten Team.
Bei den russischen Meisterschaften 2014 in Nischni Tagil gewann er an der Seite von Erkin Allamuratow, Wladislaw Bojarinzew und Alexei Romaschow die Bronzemedaille im Team. Zusammen mit Sergei Pyschow, Wladislaw Bojarinzew und Alexei Romaschow konnte er diesen Erfolg bei den russischen Meisterschaften 2015 in Tschaikowski wiederholen.